# Loughton, Buckinghamshire
Loughton är en by i kommunen Milton Keynes i Buckinghamshire i England. Byn nämndes i Domedagsboken (Domesday Book) år 1086, och kallades då Lochintone.